# Bruno Campos
Bruno Campos (Rio de Janeiro, 3 de dezembro de 1973) é um advogado e ex-ator brasileiro, mais conhecido por interpretar Quentin Costa no seriado Nip/Tuck e ser a voz do Príncipe Naveen na animação A Princesa e o Sapo (2009).

## Biografia
Aos 5 anos de idade, muda-se com a família para o exterior, morando nos Estados Unidos, Canadá e em Bahrein, no Oriente Médio.
Em 1993, ao visitar seu país de origem, conhece o produtor Luiz Carlos Barreto, que o convida para um teste para O Quatrilho, filme baseado na obra homônima de José Clemente Pozenato. Aprovado, aperfeiçoa-se na Língua Portuguesa para viver Massimo. O filme faz uma ótima carreira e concorre ao Oscar de Melhor Filme Estrangeiro, em 1996.
De volta aos Estados Unidos, ingressa no Goodman Theatre de Chicago, faculdade de artes cênicas, a Northwestern University.
Após mais de 10 anos no showbiz norte-americano, largou a carreira de ator e graduou-se em Direito pela Universidade de Michigan em 2012, e atualmente trabalha como advogado associado da firma Morgan, Lewis & Bockius, internacionalmente conhecida.

## Carreira
Faz um dos papéis principais da série de TV Jesse e participações em várias outras séries: ER, Will & Grace, Leap Years, The D.A., Resurrection Blvd., Cybill e Suddenly Susan.
Em 2003 é convidado para participar da terceira temporada do badalado seriado norte-americano Nip/Tuck, vivendo o misterioso Dr. Quentin Costa.

## Filmografia
| Filme     | Filme                          | Filme                         | Filme                                             |
| Ano       | Filme                          | Papel                         | Notas                                             |
| --------- | ------------------------------ | ----------------------------- | ------------------------------------------------- |
| 1995      | O Quatrilho                    | Massimo                       |                                                   |
| 2001      | Mimic 2                        | Det. Klaski                   |                                                   |
| 2003      | Dopamine                       | Winston                       |                                                   |
| 2005      | Blue Moon                      | Fiorio                        |                                                   |
| 2005      | Cold Feet                      | Joe                           |                                                   |
| 2005      | Crazylove                      | Michael                       |                                                   |
| 2009      | Wake                           | Varrnez                       |                                                   |
| 2009      | The Princess and the Frog      | Prince Naveen                 | voice                                             |
| Televisão |                                |                               |                                                   |
| Ano       | Título                         | Papel                         | Notas                                             |
| 1996      | Você Decide                    | Basílio                       | Episode: "Marcas do Passado"                      |
| 1997      | Chicago Sons                   | Raoul                         | Episode: "Infrequent Flyers"                      |
| 1997      | Suddenly Susan                 | Carlos Rivera                 | Episode: "A Boy Like That"                        |
| 1997      | The Last Don                   | Jimmy Santadio                | TV mini-series                                    |
| 1997      | Total Security                 | Unknown                       | Episode: "Pilot"                                  |
| 1998      | Cybill                         | Gianni                        | Episode: "Don Gianni"                             |
| 1998–2000 | Jesse                          | Diego Vasquez                 | 42 episodes                                       |
| 2001      | Resurrection Blvd.             | Joseph Marquez                | 3 episodes                                        |
| 2001      | Leap Years                     | Joe Rivera                    | 20 episodes                                       |
| 2002      | Miss Miami                     | Unknown                       | TV movie - "Miami Jonez" USA (alternative title)  |
| 2003      | Will & Grace                   | Anton                         | Episode: "Fagmalion Part 4: The Guy Who Loved Me" |
| 2003      | ER                             | Dr. Eddie Dorset              | 5 episodes                                        |
| 2004      | The D.A.                       | Dep. Dist. Atty. Mark Camacho | 4 episodes                                        |
| 2004      | Boston Legal                   | A.D.A. Mark Wills             | Episode: "Questionable Characters "               |
| 2004–2005 | Nip/Tuck                       | Dr. Quentin Costa             | 16 episodes                                       |
| 2006      | The Wedding Album              | Tony Zutto                    | Main role                                         |
| 2006      | Cold Case                      | Ramon Delgado                 | Episode: "Lonely Hearts"                          |
| 2008      | Night Life                     | Dr. Steve Larouche            | TV movie                                          |
| 2008      | CSI: Crime Scene Investigation | Randy Hopper                  | Episode: "The Happy Place"                        |
| 2009      | Numb3rs                        | Randall Nespola               | Episode: "Sneakerhead"                            |
| 2009      | Castle                         | Calvin Creason                | Episode: "Hell Hath No Fury"                      |
| 2009      | Royal Pains                    | Charlie Casey                 | 4 episodes                                        |
| 2010      | Ghost Whisperer                | Vernon Dokes                  | Episode: "Living Nightmare"                       |
| 2010      | Private Practice               | Dr. Scott                     | Episode: "'Til Death Do Us Part"                  |
| 2010      | The Closer                     | Dr. Luis Navarro              | Episode: "Heart Attack"                           |

## Prêmios e Indicações

### Black Reel Awards
- 2010 Indicado "Best Ensemble" for "The Princess and the Frog" (2009)

### ALMA Awards
- 2000 Indicado "Outstanding Actor in a Drama Series" for "Jesse" (1998)
- 1999 Ganhou "Outstanding Actor in a Comedy Series" for "Jesse" (1998)